# كأس ويمبلي لكرة القدم
كأس ويمبلي لكرة القدم هي منافسة ودية جرت في 24 يوليو إلى 26 يوليو 2009 بين أربعة فرق وهي الأهلي المصري وسيلتيك الأسكتلندي وبرشلونة الأسباني وتوتنهام الإنجليزي . تجرى أربعة مباريات في يومين فقط،يحتسب فيها الفوز بثلاثة نقاط والتعادل بواحدة وإن تساوت نقاط فريقين فيُلْجَأ لفارق الأهداف.

## اليوم الأول
| الأهلي المصري | 5:0 | سيلتيك الأسكتلندي                                                |
| ------------- | --- | ---------------------------------------------------------------- |
|               |     | ماسيمو دوناتي سكوت ماكدونالد شون مالوني سكوت ماكدونالد كريس كيلن |

| برشلونة الأسباني | 1:1 | توتنهام الإنجليزي |
| ---------------- | --- | ----------------- |
| بويان كركيتش     |     | جاك ليفرمور       |

## اليوم الثاني
| الأهلي المصري | 4:1 | برشلونة الأسباني                                                     |
| ------------- | --- | -------------------------------------------------------------------- |
| هاني العجيزي  |     | بويان كركيتش جوزيه مانويل ريدا جيفرين سواريز بيدريتو رودريغز ليديزما |

| سيلتيك الأسكتلندي         | 0:2 | توتنهام الإنجليزي |
| ------------------------- | --- | ----------------- |
| كريس كيلن جيورجيوس سامارس |     |                   |

### الترتيب
| P | الفريق            | لعب | ف | ت | خ | له | عليه | فرق | نقاط |
| - | ----------------- | --- | - | - | - | -- | ---- | --- | ---- |
| 1 | Celtic            | 2   | 2 | 0 | 0 | 7  | 0    | +7  | 13   |
| 2 | Barcelona         | 2   | 1 | 1 | 0 | 5  | 2    | +3  | 7    |
| 3 | Tottenham Hotspur | 2   | 0 | 1 | 1 | 1  | 3    | −2  | –1   |
| 4 | Al Ahly           | 2   | 0 | 0 | 2 | 1  | 9    | −8  | –8   |

### الاهداف
| عدد الاهداف | اللاعب             | الفريق            |
| ----------- | ------------------ | ----------------- |
| هدفين       | سكوت ماكدونالد     | Celtic            |
| هدفين       | بويان كركيتش       | Barcelona         |
| هدفين       | كريس كيلن          | Celtic            |
| هدف واحد    | ماسيمو دوناتي      | Celtic            |
| هدف واحد    | هاني العجيزي       | Al Ahly           |
| هدف واحد    | شون مالوني         | Celtic            |
| هدف واحد    | جاك ليفرمور        | Tottenham Hotspur |
| هدف واحد    | Pedro              | Barcelona         |
| هدف واحد    | خوسيه مانويل رويدا | Barcelona         |
| هدف واحد    | جيفرين سواريز      | Barcelona         |
| هدف واحد    | جورجوس ساماراس     | Celtic            |

## توقف البطولة
في المباراة الأخيرة لكأس ويمبلي (2009)، أُعلن أن نجاح البطولة شجع المنظمين على تأكيد النسخة الثانية من المسابقة في صيف 2010. لكن بطولة 2010 لم تحدث وكأس ويمبلي لم يتم تنظيمه مرة أخرى للفرق المحترفة.